# Tabaristan

Il Ṭabaristān (o Tapuristan) è una regione storica dell'Iran. Si estendeva dal sud al sud-est del Mar Caspio per un'area lunga 500 chilometri e larga 70. Corrisponde alle attuali province di Māzandarān, Gīlān, Golestān e provincia settentrionale di Semnān, nonché la provincia di Balkan, Turkmenistān.
È anche noto per aver dato i natali a Ṭabarī, uno storico ed esegeta (mufassir) persiano di fede musulmana sunnita.

## Origine
I Tapuri (o Tapyri)  erano una tribù dei Medi a sud del Mar Caspio, menzionata da Tolomeo e Arriano .  Ctesias si riferisce alla terra di Tapuri tra le due terre di Cadusi e Ircania .
Il nome e le probabili abitazioni dei Tapuri sembrano essere stati estesi nel tempo lungo un ampio spazio di campagna dall'Armenia al versante orientale dell'Oxus. Strabone li colloca a fianco delle Porte del Caspio e di Rhagae, in Partia o tra i Derbice e gli Hyrcani oppure in compagnia degli Amardi e di altri popoli lungo le sponde meridionali del Caspio, in cui, l'ultima veduta di Curzio, Dionisio e Plinio possono ritenersi coincidenti. Tolomeo in un luogo li conta tra le tribù della Media e in un altro li attribuisce a Margiana.  Il loro nome è scritto con alcune differenze in autori diversi; così Τάπουροι e Τάπυροι ricorrono a Strabone; Tapuri in Plinio e Curzio; Τάπυρροι in Steph. B. sub voce Non c'è dubbio che lo storico distretto del Ṭabaristān ne abbia tratto il nome. Aelian fornisce una descrizione particolare dei Tapuri che abitavano in Media.